# پیت فان در لانس
پیت فان در لانس (هلندی: Piet van der Lans؛ زادهٔ ۱۰ سپتامبر ۱۹۴۰) دوچرخه‌سوار اهل هلند است.